# Klyxum equisetiform
Klyxum equisetiform is een zachte koraalsoort uit de familie Alcyoniidae. De koraalsoort komt uit het geslacht Klyxum. Klyxum equisetiform werd in 1922 voor het eerst wetenschappelijk beschreven door Luttschwager. 